# Satteldorf
Satteldorf település Németországban, azon belül Baden-Württembergben. Lakosainak száma 5835 fő (2023. december 31.).

## Népesség
A település népessége az elmúlt években az alábbi módon változott:
| Lakosok száma | 3761 | 3884 | 3737 | 3590 | 3837 | 4530 | 4953 | 5241 | 5237 | 5835 |
|               | 1961 | 1967 | 1974 | 1980 | 1987 | 1993 | 2000 | 2006 | 2013 | 2023 |